# Radio Syd
Radio Syd war der erste kommerziell betriebene Hörfunksender Schwedens, der später der erste kommerziell betriebene Hörfunksender Gambias wurde.

## Hörfunk in Schweden
Der Sender startete im Dezember 1958 als Skånes Radio Mercur, das die Sendezeit vom dänischen Piratensender Radio Mercur erwarb. Die Reichweite des UKW-Senders deckte den Südwesten Schwedens mit Malmö, Landskrona und Helsingborg.
Der Gründer von Radio Syd, Nils Eric Svensson, verließ den Sender 1961 und die Schauspielerin Britt Wadner, die für das Marketing zuständig war, übernahm dessen Leitung. 1962 erwarb Skånes Radio Mercur das Senderschiff Cheeta des dänischen Radio Mercur.
Der nun auf dem Schiff beheimatete Sender wurde in Radio Syd umbenannt, in Anlehnung zu Radio Nord, einem ähnlichen Sender in der Nähe von Stockholm.
Von der Verabschiedung des „Piratradiolagen“ im Juni 1962, das den Betrieb solcher Sender gesetzlich verbot, ließen sich die Betreiber von Radio Syd nicht beeindrucken. 1964 wurde mit Cheeta II ein größeres Schiff von Radio Mercur aufgekauft, die Cheeta I sank im Hafen von Malmö. Radio Mercur hatte den Sendebetrieb inzwischen eingestellt, da ab 1962 ein ähnliches Gesetz gegen Piratensender in Dänemark existierte. 1966 beendete Radio Syd den Sendebetrieb in Schweden.

## Hörfunk in Gambia

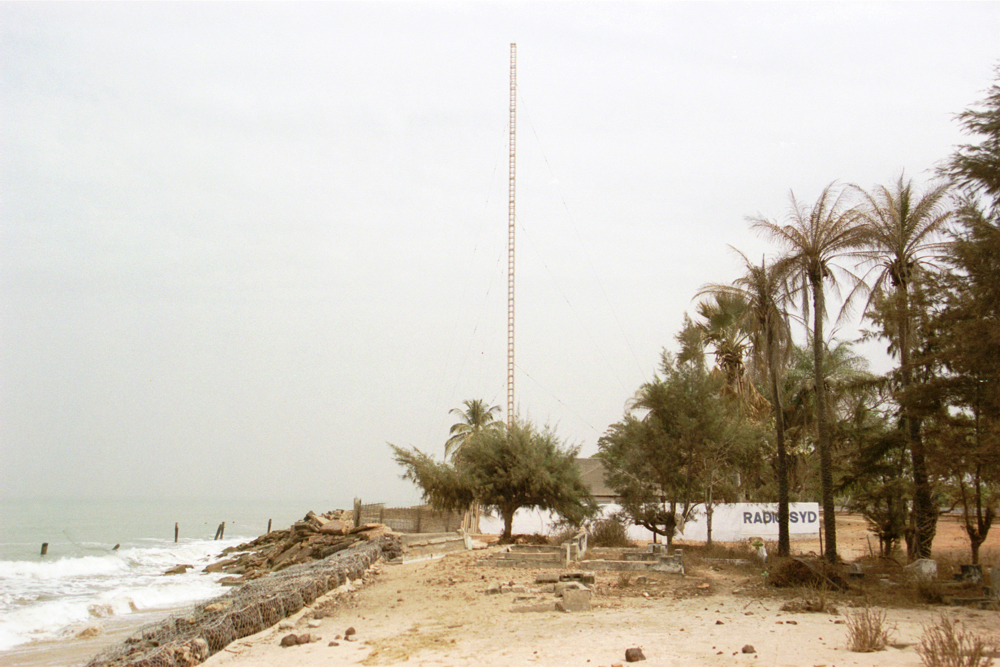
Radio Syd in Gambia

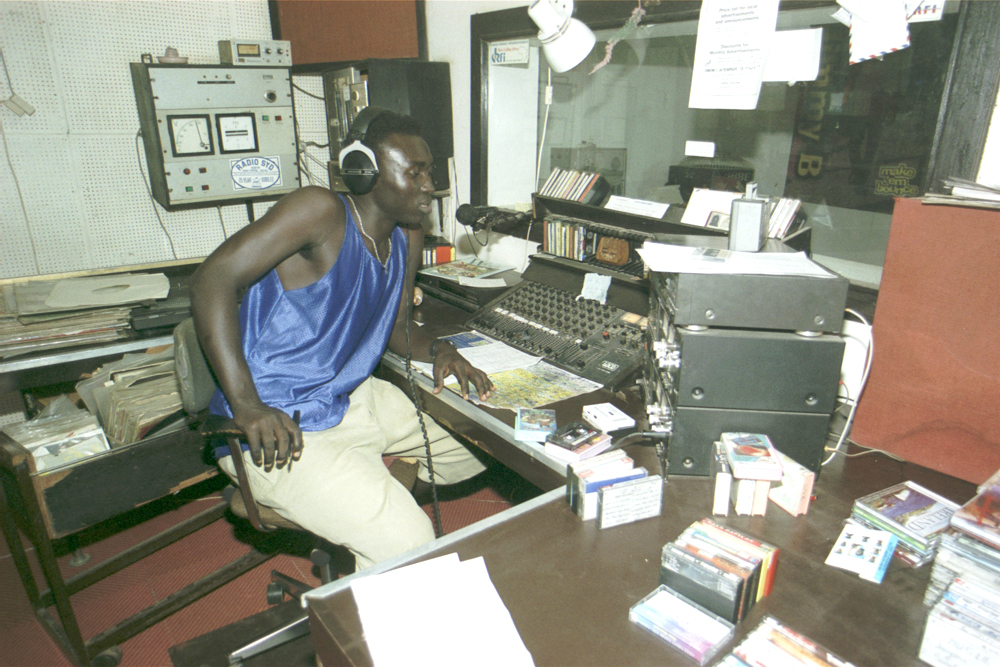
Im Studio

Britt Wadner segelte mit dem Schiff Cheeta II nach Süden und nach einem Zwischenstopp bei den Kanarischen Inseln wurde sie 1967 vom damaligen gambischen Premierminister und späteren Präsidenten Dawda Jawara aufgefordert, sich in Gambia niederzulassen. Dort wurde Radio Syd wieder in Betrieb genommen.
Britt Wadner konzentrierte sich ab 1970 mit dem Bau eines Hotels und überließ den Betrieb des Senders ihrer Tochter Connie. Das Schiff, in dem sich auch eine Boutique befand, die von der Miss Schweden 1968 betrieben wurde, wurde an einen Senegalesen verkauft – sank aber kurz darauf. Der Sender wurde zunächst in einem benachbarten Frachtsegler untergebracht, später ab 1977 in einem Gebäude in der Nähe des Hotels, das auch später von der Tochter geführt wurde.
Bis 2001 wurde der Sender mit einem täglichen zwanzigstündigen Programm auf 329 m Mittelwelle weiter betrieben. Der Sender strahlte überwiegend Musiksendungen aus, daneben aber auch Wirtschafts- und Informationssendungen in den verschiedenen Landessprachen sowie Englisch und Französisch. Auch wurden Touristeninformationen in Schwedisch gesendet.
Ein Sturm zerstörte 2002 die Sendeantenne, welche nicht wieder aufgebaut wurde. Anfang 2020 wurde das Gebäude durch ein Feuer zerstört.